# Верховный суд Японии

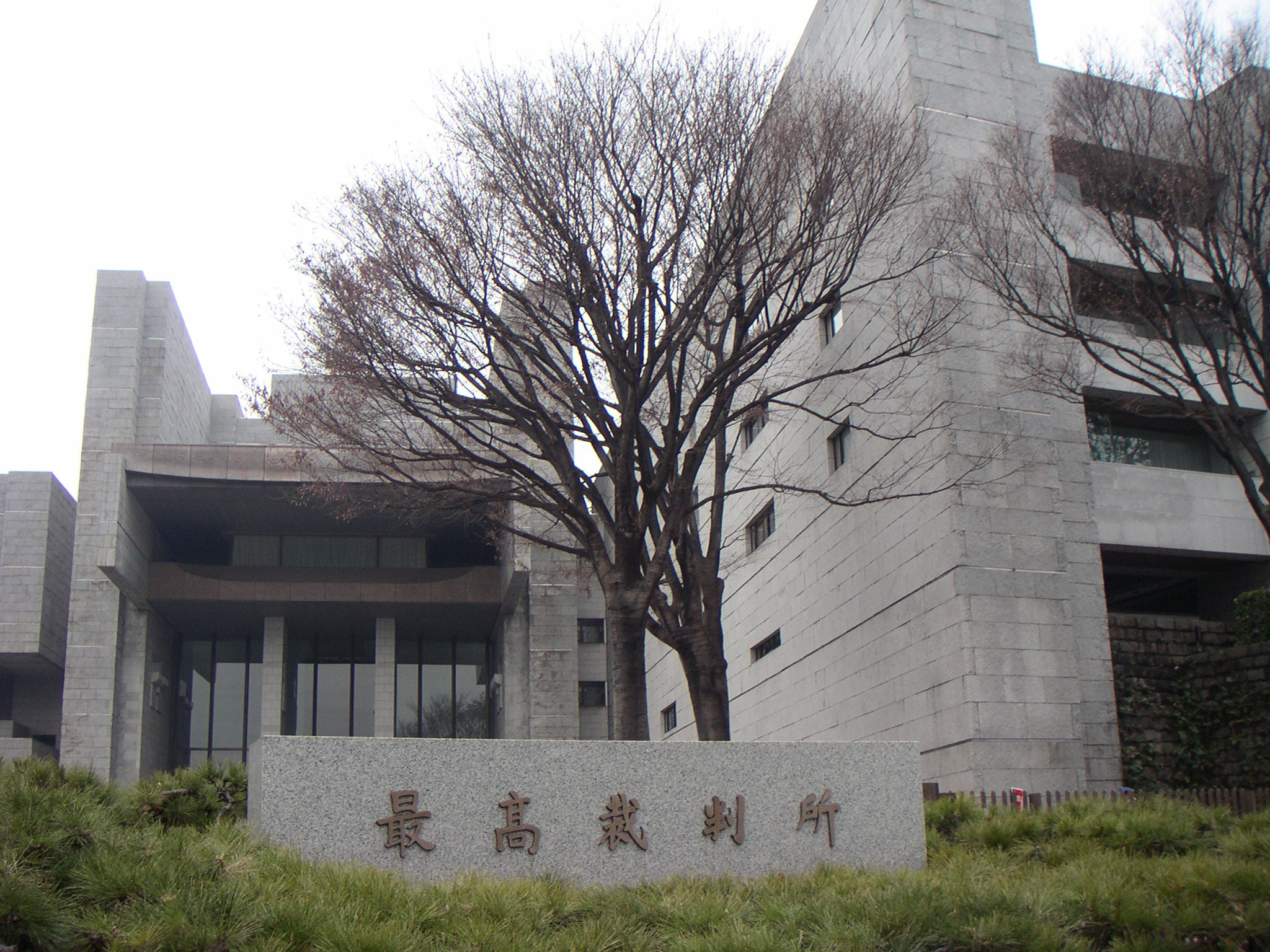
Здание Верховного суда в районе Тиёда, Токио

Верховный суд Японии (яп. 最高裁判所 Сайко-Сайбансё) находится на вершине судебной системы Японии. Существует с 1875 года, реформирован в 1947 году.

## Полномочия
Это «суд высшей инстанции, полномочный решать вопрос о конституционности любого закона, правительственного и ведомственного указа, правил или распоряжения» (Конституция Японии, ст. 81).
Он наделён «полномочиями устанавливать правила судопроизводства, адвокатуры, внутреннего распорядка в судах, а также правила управления делами судебных органов» (статья 77 Конституции), устанавливает правила для прокуроров (там же); предлагает Кабинету список лиц для назначения судей судов низших инстанций (статья 80).
Суд заседает либо в Большой коллегии (пленарное заседание, все 15 судей) или в одной из Малых (по 5 судей). Только Большая коллегия имеет полномочия конституционного суда отменять любые законодательные нормы как противоречащие Конституции. На практике она пользуется этим правом (и вообще собирается) редко. К 2009 году, за 60 с лишним лет после реформирования, суд отменил как неконституционные лишь 8 актов. Суд избегает рассматривать политически острые вопросы.

## Состав
Состоит из председателя и четырнадцати судей. Председатель назначается Императором по представлению Кабинета (ст. 6/2 Конституции), остальных судей назначает Кабинет (ст. 79 Конституции). Фактически, однако, Кабинет лишь утверждает кандидатуры, предлагаемые ему самим же Судом.
С 1960-х годов суд составляется следующим образом:
- шесть — от нижестоящих судебных инстанций,
- четверо — от адвокатов,
- четверо — от бюрократии, включая прокуроров,
- один академический правовед.

Вакансиями по квоте от адвокатов занимается Японская федерация адвокатов, предоставляющая Верховному суду на выбор несколько кандидатов.
Обычно судьи занимают свой пост в возрасте примерно 60-70 лет (отставка в 70 лет требуется законом).
Здание находится в Токио, в центральном районе Тиёда (там же, где дворец Императора, Парламент и другие важные учреждения).
Помощники судей — тёсакан, официально назначенные «исследователи», из нижестоящих судей (12 человек).